# Claudio Lustenberger
Claudio Lustenberger (sinh ngày 6 tháng 1 năm 1987) là một hậu vệ bóng đá người Thụy Sĩ hiện tại thi đấu ở vị trí hậu vệ trái cho FC Luzern tại Giải bóng đá vô địch quốc gia Thụy Sĩ. Trước khi gia nhập FC Luzern anh thi đấu cho kình địch địa phương SC Kriens.